# مارتی (فیلم)
مارتی (به انگلیسی: Marty) فیلمی ۹۴ دقیقه‌ای در سبک درام عاشقانه به کارگردانی دلبرت من و با بازی ارنست بورگناین و بتسی بلر محصول سال ۱۹۵۵ کشور ایالات متحده است.

## داستان فیلم
مارتی (ارنست بورگناین) قصاب جوان، قوی‌هیکل و تنهائی است که با مادرش (استر مینچوتی) در محله برانکس نیویورک، با اقوام ایتالیائی‌شان زندگی ملالت‌باری را می‌گذراند. او سعی می‌کند از دنیای بسته‌اش بیرون بیاید، اما هیچ‌کس او را جذاب نمی‌یابد تا تحویلش بگیرد. عاقبت با یکی از دوستان مذکرش به مجلس رقصی می‌رود و با معلمه‌ای به‌نام "کلارا" (بتسی بکر) آشنا می‌شود که مثل خودش جذابیتی ندارد و زندگی یک‌نواختی را می‌گذراند. آن دو به یکدیگر علاقه‌مند می‌شوند. با این همه، مادر و دوستان "مارتی" روی خوشی به "کلارا" نشان نمی‌دهند...
٭ فیلمی "انسانی" و جذاب که حس و حال زندگی مجردی در برانکس ایتالیائی‌نشین شد را به‌خوبی مجسم می‌کند. مارتی در دوران سیطره فیلم‌های حماسی و باشکوه ساخته شد (که به رقابت با تلویزیون روی پرده می‌رفتند) و با وجود هزینه تولید اندکش موفقیت غیرمنتظره‌ای کسب کرد، در نتیجه گرایشی نسبت به تولید آثاری مثل خود را پدید آورد. این‌جا ارنست بورگناین جایگاه بازیگری‌اش را تثبیت کرد. بلر تا این حد تأثیرگذار نیست اما بازی زیبائی ارائه می‌دهد.

## جوایز
1. برنده جایزه اسکار بهترین فیلم - یونایتد آرتیستس
2. برنده جایزه اسکار بهترین کارگردانی - دلبرت من
3. برنده جایزه اسکار بهترین بازیگر نقش اول مرد - ارنست بورگناین
4. برنده جایزه اسکار بهترین فیلم‌نامه اقتباسی - پدی چایفسکی
5. نامزد جایزه اسکار بهترین بازیگر نقش مکمل مرد - جو مانتل
6. نامزد جایزه اسکار بهترین بازیگر نقش مکمل زن - بتسی بلر
7. نامزد جایزه اسکار بهترین طراحی صحنه، سیاه و سفید - تد هیورث، رابرت پریستلی، والتر ام. سایمندز
8. نامزد جایزه اسکار بهترین فیلمبرداری، سیاه و سفید - جوزف لاشل
9. برنده جایزه نخل طلایی